# Agylla idolon
Agylla idolon là một loài bướm đêm thuộc phân họ Arctiinae, họ Erebidae.